# Christoph Friedrich von Thümen
Christoph Friedrich von Thümen (* 1683 in Stücken; † 6. Januar 1744 in Berlin) war ein preußischer Generalmajor, zunächst Chef des Dragoner-Regiments Nr. 7 dann des Garnisons-Regiments Nr. 5, Kommandant von Glogau sowie Amtshauptmann von Köslin und Kasimirsburg.

## Leben

### Herkunft
Seine Eltern waren der Erbherr auf Stücken, Löwendorf und Kerzendorf, Melchior Heinrich von Thümen (1663–1742) und Erhardine Dorothea von Beeren a.d.H. Genshagen vormals verwitwete von Ziecker († 1730). Der preußische General August von Thümen war sein Neffe.

### Militärkarriere
Am 20. Januar 1709 wurde er Hauptmann im Kürassier-Regiment Nr. 4 (Wreech), am 29. Mai 1714 Major und 1720 dann Oberstleutnant und am 29. Mai 1728 Oberst. Er kämpfte mit den preußischen Truppen in den Niederlanden und in Pommern.
In seiner Zeit als Oberst erhielt er vom König die Stelle des Amtshauptmanns von Köslin und Kasimirsburg. Im Jahr 1737 übernahm er das Dragoner-Regiment Nr. 7 (Prinz Eugen). Dazu erhielt er am 5. Juni 1741 die Beförderung zum Generalmajor. Aber im gleichen Jahr gab er sein Regimen an der Oberst Ernst Ferdinand von Werdeck ab und erhielt im September die Stelle des Kommandanten von Glogau sowie das zugehörte Garnisons-Regiments Nr. 5. Im Juni 1743 erhielt er den erbetenen Abschied.

### Familie
Thümen vermählte sich 1722 mit Sophie Karoline von Münchhausen (1707–1756).